# Parafia św. Polikarpa Biskupa Męczennika w Gdańsku
Parafia św. Polikarpa Biskupa Męczennika w Gdańsku – rzymskokatolicka parafia usytuowana w gdańskiej dzielnicy Osowa przy placu św. Jana Apostoła. Wchodzi w skład dekanatu Gdańsk Oliwa, który należy do archidiecezji gdańskiej.

## Historia
- 8 maja 2000 – Arcybiskup Metropolita Gdański – Tadeusz Gocłowski, dekretem biskupim erygował i ustanowił parafię[1];
- 17 września 2008 – rozpoczęcie budowy Kościoła;
- 24 grudnia 2012 – pierwsza pasterka w nowym kościele parafialnym;
- 5 stycznia 2014 – Prymicja „biskupia” dotychczasowego proboszcza parafii – Wiesława Szlachetki;
- Kościół parafialny był od 20 grudnia 2014 do 2 lutego 2020 – siedzibą dekanatu, a jej proboszcz dziekanem;
- 10 listopada 2019 – Konsekracja kościoła, której dokonał abp Sławoj Leszek Głódź, metropolita gdański[2] – natomiast najważniejszego obrzędu liturgii (namaszczenia ołtarza) – dokonali wspólnie: abp Głódź oraz bp Szlachetka[3].

## Proboszczowie
- 2000–2014: bp Wiesław Szlachetka[4][5]
- od 5 I 2014: ks. prał. dr Andrzej Penke[6][7]